# Sonderaktion Krakau
 (avril 2024).
Si vous disposez d'ouvrages ou d'articles de référence ou si vous connaissez des sites web de qualité traitant du thème abordé ici, merci de compléter l'article en donnant les références utiles à sa vérifiabilité et en les liant à la section « Notes et références ».
Sonderaktion Krakau est le nom de code d'une vaste opération nazie, durant la Seconde Guerre mondiale, contre les milieux intellectuels polonais, notamment les professeurs et leurs assistants de l'université Jagellonne de Cracovie en Pologne.

## Historique
Le 6 novembre 1939, l'Obersturmbannführer SS Bruno Müller ordonne au professeur Tadeusz Lehr-Spławiński (pl), recteur de l'université Jagellonne, de convoquer l'ensemble du personnel enseignant pour leur donner lecture des nouvelles dispositions éducatives allemandes. Le recteur accepte d'envoyer les invitations aux professeurs. 

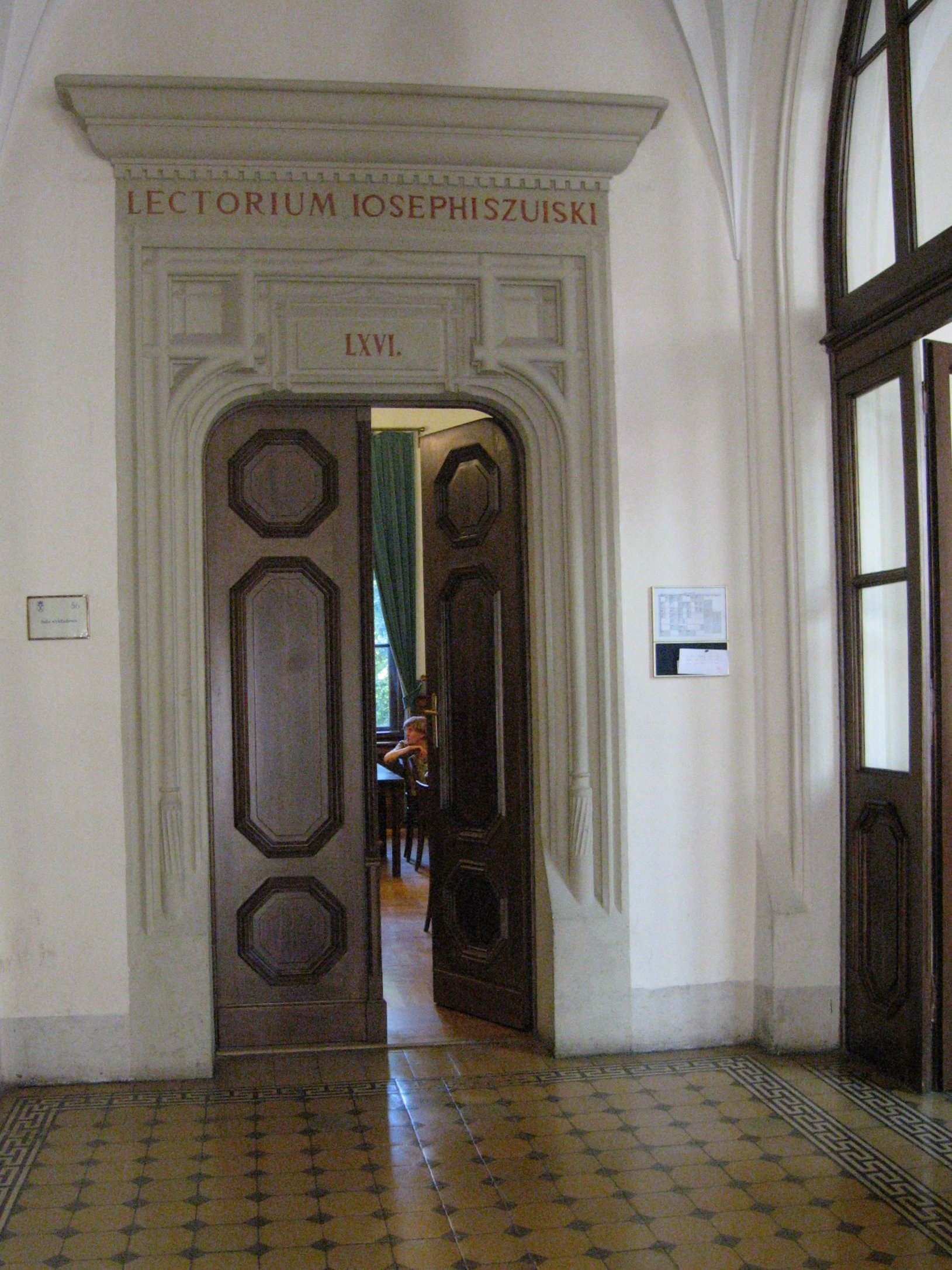
La salle 66, qui porte le nom Józef Szujski, et où les enseignants de l'université furent arrêtés

À midi, 144 professeurs sont présents dans la salle 66 du Collegium Novum. Ils sont aussitôt arrêtés ainsi que 21 professeurs de l'École des mines et de la métallurgie, 5 professeurs de l'École de commerce de Cracovie et des universités de Lviv et Vilnius et 13 assistants et étudiants. En tout, 183 personnes sont déportées vers les camps de concentration de Sachsenhausen et de Dachau.
À la suite d'une grande protestation internationale, 101 de ces professeurs, encore survivants et qui avaient plus de 40 ans, furent libérés le 8 février 1940. D'autres universitaires furent libérés par la suite.
Bien que l'on n'ait pas envoyé les professeurs d'université à une mort immédiate dans des camps d'extermination, beaucoup d'entre eux, trop âgés, tel que l'ancien recteur et doyen de l'université, Stanisław Estreicher, ne survécurent pas, même à un séjour court, dans les conditions de vie difficiles des camps. Vingt d'entre eux moururent dans les camps.
En 1942, plusieurs enseignants, dont Tadeusz Estreicher (frère de l'ancien recteur Stanisław Estreicher), rescapés des camps, formèrent un réseau secret de résistance contre l'occupant nazi (Éducation clandestine en Pologne sous l'occupation).
Aujourd'hui, une plaque commémorative rappelle les sombres événements de l'opération Sonderaktion Krakau. Le 6 novembre de chaque année, des drapeaux noirs sont hissés aux façades de l'université Jagellonne de Cracovie en présence du recteur.

## Dans les médias
Dans le film Katyń d'Andrzej Wajda, la scène de l'arrestation par le Dr Müller (Gestapo) du recteur et de quantité de professeurs convoqués là, montre une arrestation surprise et brutale. Par la suite, on apprend la mort du professeur Jan dans le camp de Sachsenshausen, par la livraison, par la poste, venues d'Allemagne, des cendres du professeur, déclaré « mort d'une anomalie cardiaque non soignée ».